# Reedovy–Solomonovy kódy
Reedovy–Solomonovy (RS) kódy jsou v teorii kódování nebinární cyklické samoopravné kódy vymyšlené Irvingem Reedem a Gustavem Solomonem. Popsali systematickou metodu vytváření kódů, které mohou detekovat více náhodných chyb. Přidáním t kontrolních písmen k datům může RS kód detekovat libovolnou kombinaci až t chybných písmen či opravovat až ⌊t/2⌋ písmen. V případě chybějících písmen dokáže doplnit až t chybějících písmen. Kód může také detekovat a opravovat kombinace chybných a chybějících písmen. Navíc, jsou RS kódy schopny vícenásobné lokální korekce, protože posloupnost b + 1 následujících bitových chyb může ovlivnit nejvýše dvě písmena velikosti b.
Popisy konstrukce i algoritmů spojených s RS kódy jsou zahrnuty v popisu BCH kódů.